# El Zapote, Donato Guerra
El Zapote är en ort i Mexiko, tillhörande kommunen Donato Guerra i sydvästra delen av delstaten Mexiko. Orten hade 134 invånare vid folkräkningen 2010.